# Hedesø
En hedesø er en sø, der ligger på en hede. De danske heder er oftest at finde i Midtjylland. Heder er for det meste opdyrkede af mennesker gennem middelalderen, bronzealderen m.fl.  
Den største danske hedesø er Flyndersø der ligger sydvest for Skive.  En anden stor hedesø er  Sunds Sø, som ligger i Sunds, Midtjylland.